# Micaela Diamond
Micaela Diamond (nacida el 17 de julio de 1999) es una actriz y cantante estadounidense conocida principalmente por su papel de Babe en el musical de Broadway The Cher Show .
Actuó junto a Stephanie J. Block y Teal Wicks como la versión más joven de Cher .

## Educación y primeros años
Diamond nació en Margate City, Nueva Jersey. A la edad de 11 años, se mudó a la ciudad de Nueva York con su madre, Karen Diamond, para seguir una carrera en las artes escénicas. Allí, Diamond asistió a la escuela secundaria Fiorello H. LaGuardia .
En 2017, Diamond fue aceptada en el programa de teatro musical de la Universidad Carnegie Mellon . Durante una producción de la escuela secundaria, Gypsy, en la que interpretó a Louise, un agente vio su actuación y la contrató. Más tarde obtuvo una audición para The Cher Show y reservó el papel solo tres días antes de que planeara mudarse a Carnegie Mellon y comenzar su primer año.

## Carrera
Diamond hizo su debut profesional en el especial de televisión musical de Jesus Christ Superstar Live in Concert en NBC como miembro destacado del conjunto. También fue la suplente del personaje de Sara Bareilles, María Magdalena.
Diamond protagonizó el papel de Babe, la versión más joven de Cher de entre 7 y 19 años en The Cher Show . Actuó junto a Jarrod Spector, Teal Wicks y Stephanie J. Block y también aparece en el álbum del elenco musical.
El 9 de junio de 2019, Diamond fue nombrada homenajeada en los Theatre World Awards 2019 por su papel de Babe en The Cher Show . Fue nominada a Mejor Actriz Revelación de Broadway de la Década en el premio Broadway World Theatre Fans' Choice Award por su actuación en The Cher Show .
En 2019, Diamond protagonizó los papeles de Lindy y Dorothy en el estreno mundial de A Play Is a Poem de Ethan Coen en el Mark Taper Forum de Los Ángeles . La obra se presentó del 11 de septiembre al 19 de octubre de 2020 y estaba programada para comenzar a presentarse fuera de Broadway en el Atlantic Stage 2 de Atlantic Theatre Company en la ciudad de Nueva York a partir del 14 de mayo de 2020, pero se pospuso debido a la COVID-19. Pandemia.
Diamond también originó los papeles de Young Tori y Amelia en la producción de estreno mundial de Row del Williamstown Theatre Festival, que se inauguró el 17 de julio de 2021.
El 17 de mayo de 2022, se anunció que Diamond interpretaría a Lucille Frank junto a Ben Platt como Leo Frank en la producción de presentación de gala de Parade en el New York City Center . Luego de su producción con entradas agotadas en el New York City Center, se anunció una presentación limitada en Broadway el 10 de enero de 2023, con Diamond y Platt continuando con sus papeles como Lucille y Leo Frank. El renacimiento está programado para comenzar las vistas previas el 21 de febrero de 2023 y abrir el 16 de marzo de 2023 en el Teatro Bernard B. Jacobs. El corto plazo está programado para concluir el 6 de agosto de 2023. La alta demanda de boletos en el primer día de venta resultó en la caída temporal del sitio de boletos de Telecharge, lo que generó mensajes de error y colas de una hora de duración.

## Teatro
| Año     | Título                         | Role              | Teatro                              | Director(es)  | Ref.          |
| ------- | ------------------------------ | ----------------- | ----------------------------------- | ------------- | ------------- |
| 2018    | El show de cher                | Bebé              | Teatro Oriental                     | Jason Moore   | [ 21 ]        |
| 2018    | Desfile (workshop)             | lucille franco    | Compañía de Teatro Roundabout       | Michael Arden | [ 22 ]        |
| 2018-19 | El show de cher                | Bebé              | Teatro Neil Simon                   | Jason Moore   | [ 23 ] [ 24 ] |
| 2019    | Dogfight                       | Rosa              | Segundo Teatro Escenario            | Gina Rattan   | [ 25 ]        |
| 2019    | Una obra de teatro es un poema | lindy/dorothy     | Foro de Mark Taper                  | Neil Pepe     | [ 26 ]        |
| 2020    | Desencantada                   |                   | Producciones de laboratorio de arte | Meg Fofonoff  | [ 27 ] [ 28 ] |
| 2021    | Fila                           | Tori joven/Amelia | Instituto de Arte Clark             | Tyne Rafaeli  | [ 29 ]        |
| 2022    | Desfile                        | lucille franco    | Centro de la ciudad de Nueva York   | Michael Arden | [ 17 ]        |
| 2023    | Desfile                        | lucille franco    | Teatro Bernard B. Jacobs            | Michael Arden | [ 30 ]        |

•Los créditos en negrita indican las producciones de Broadway

## Filmografía

### Filmografía
| Año  | Título             | Role               | Ref.   |
| ---- | ------------------ | ------------------ | ------ |
| 2014 | Desequilibrio      | Bailarín Destacado | [ 31 ] |
| 2021 | tic, tic. . ¡Boom! | Peggy              |        |

### Televisión
| Año  | Título                                                   | Role                          | Ref.          |
| ---- | -------------------------------------------------------- | ----------------------------- | ------------- |
| 2018 | Jesucristo Superstar en vivo en concierto                | Conjunto (u/s Mary Magdalene) | [ 32 ]        |
| 2019 | El programa de esta noche protagonizado por Jimmy Fallon | Ella misma                    | [ 33 ]        |
| 2019 | Hoy                                                      | Invitada musical              | [ 34 ] [ 35 ] |
| 2019 | 73 premios Tony                                          | Ejecutante                    | [ 36 ] [ 37 ] |

## Premios y nominaciones
| Año  | Premio                                                               | Categoría                                           | Obra nominada   | Resultado   |
| ---- | -------------------------------------------------------------------- | --------------------------------------------------- | --------------- | ----------- |
| 2019 | Premio Mundial de Teatro                                             | Actuación de debut excepcional                      | el show de cher | Galardonada |
| 2020 | Premio a la elección de los fanáticos del teatro mundial de Broadway | Mejor actuación revelación de Broadway de la década | el show de cher | Nominada    |